# Lukavac (Nevesinje)
Lukavac ist eine Ortsgemeinschaft der Gemeinde Nevesinje mit etwa 450 Einwohnern. Lukavac liegt etwa 25 km entfernt von der gleichnamigen Stadt in der östlichen Herzegowina, in der Republika Srpska.
Es ist von einer gebirgigen Landschaft umgeben und 883 m über dem Meeresspiegel.

## Verwaltung
Die Mjesna Zajednica Lukavac besteht aus den vier Dörfern Gornji Lukavac, Donji Lukavac, Jugovići und Rogače. Ziel des Zusammenschlusses ist eine Stärkung der Position gegenüber der Opština, vor allem in Bezug auf wirtschaftliche Fragen. Der Bürgermeister und Vorsitzender des Rates ist zurzeit Žarko Grahovac. Der Rat besteht noch aus sechs weiteren Mitgliedern und befasst sich mit Projekten, die sich auf dem Gebiet der Mjesna Zajednica befinden. Dazu gehören der Ausbau der nicht asphaltierten Straße von Lukavac nach Divin sowie das Instandsetzen der asphaltierten Straße von Zovi Do nach Lukavac.

## Bevölkerung
Die Bevölkerung besteht heute vorwiegend aus Serben. Anhand der Tabelle kann man die Daten der letzten Volkszählung aus dem Jahr 1991 für die zur Mjesna Zajednica Lukavac gehörenden Orte sehen.
| Demographische Statistik der Mjesna Zajednica Lukavac für 1991: |           |        |       |         |            |        |
| Ort                                                             | Insgesamt | Serben | Islam | Kroaten | Jugoslawen | andere |
| Donji Lukavac                                                   | 202       | 199    | 0     | 1       | 0          | 2      |
| Gornji Lukavac                                                  | 121       | 116    | 4     | 0       | 1          | 0      |
| Jugovići                                                        | 79        | 79     | 0     | 0       | 0          | 0      |
| Rogače                                                          | 70        | 70     | 0     | 0       | 0          | 0      |
| Insgesamt                                                       | 472       | 464    | 4     | 1       | 1          | 2      |

## Sehenswürdigkeiten
In Lukavac steht die Serbisch-Orthodoxe Kirche der heiligen Apostel Petar und Pavle. Bei Baubeginn wurde das Fundament am 17. Juli 1903 gesegnet. Die Kirche wurde dann in den Jahren 1903 und 1904 gebaut und am 5. September 1904 erfolgte dann die Einweihung vom Metropolit Petar Zimonjić.
Der Gottesdienst findet nur statt am ersten Sonntag während der Großen Fastenzeit vor Ostern, am Osterdienstag, am Pfingstdienstag und am Tag der Schutzheiligen der Kirche der Apostel Petar und Pavle dem 12. Juni. Alle Feiertage werden, wie in der Serbisch-Orthodoxen Kirche üblich, nach dem Julianischen Kalender begangen.

## Galerie

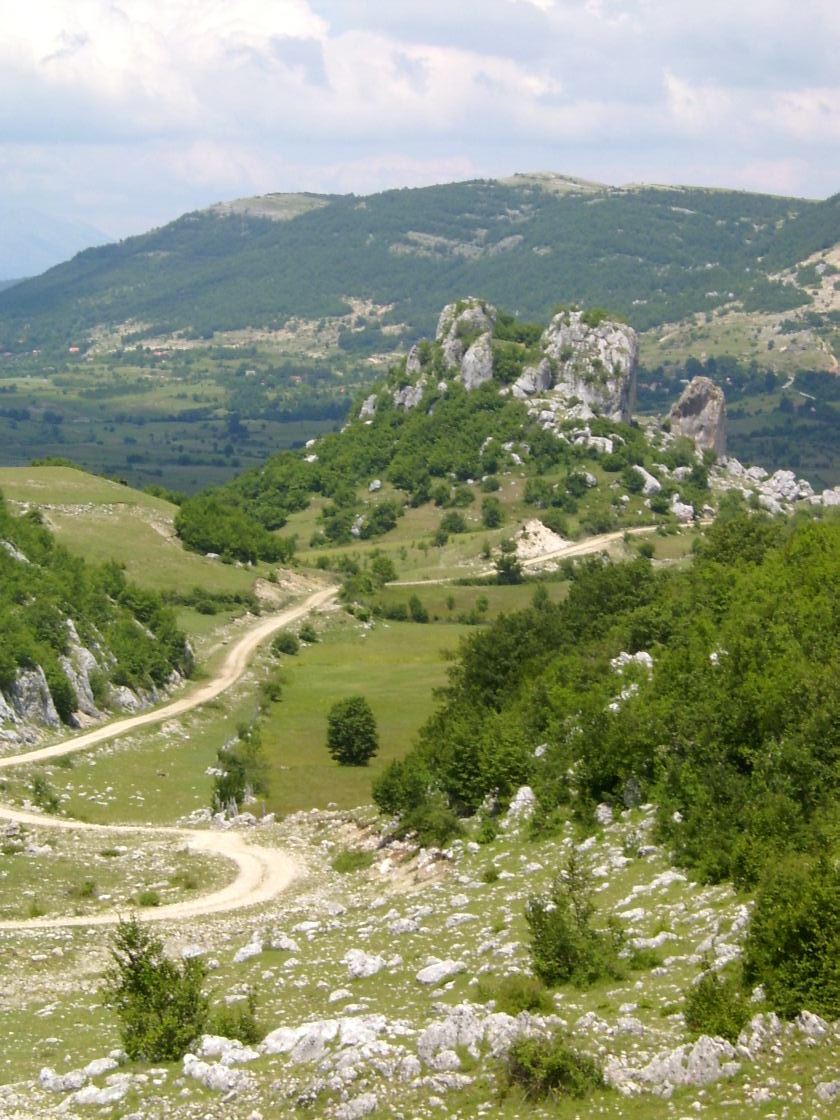
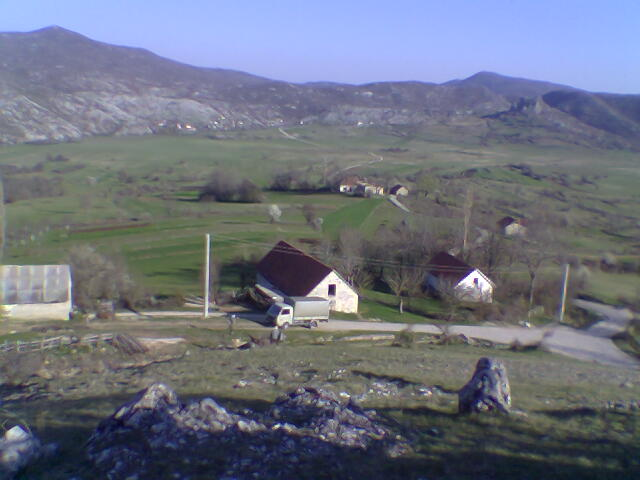
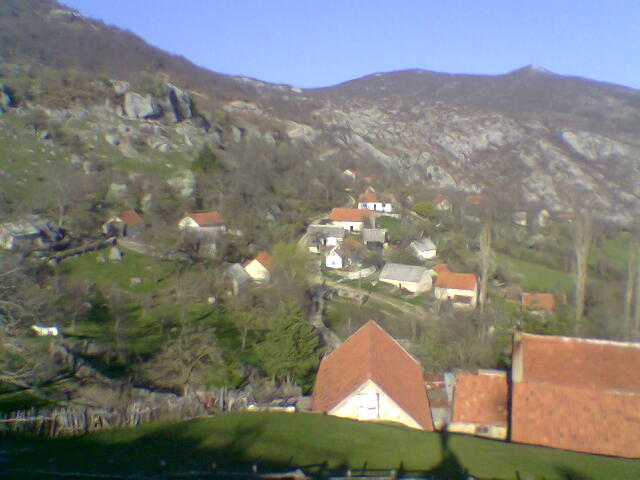